# マッケンジー・スコット
マッケンジー・スコット（MacKenzie Scott、1970年4月7日生まれ）は、アメリカ人の小説家、フィランソロピスト（篤志家）。2014年にアマゾン創業者のジェフ・ベゾスが設立したいじめ対策プロジェクト、Bystander Revolutionのエグゼクティヴ・ディレクターも務める。
ジェフ・ベゾスは元夫であり、2019年に離婚。二人の間には養子も含め4人の子供がいる。
スコットは、ビル・ゲイツ、ウォーレン・バフェットが始動した「ギビング・プレッジ（寄付誓約宣言）」の署名者の一人として、自らの資産の半分以上を慈善活動に寄付することを公表している。2024年3月現在、スコットは1,600以上の慈善団体に総額172億ドルを寄付している。

## 人物
マッケンジー・S・タトル(出生名; MacKenzie S. Tuttle)は、1970年4月7日にカリフォルニア州サンフランシスコに生まれた。父はファイナンシャルプランナー、母は専業主婦であった。1988年にコネチカット州の私立ボーディングスクールであるホッチキス・スクールを卒業している。
子供のころから長編小説を好む読書家であり、また作家志望でもあった。進学先にプリンストン大学を選んだのは、小説家のトニ・モリスンに創作を学べるという期待もあった。そのほかに好きな作家として、アン・タイラー、ジェーン・スマイリー、カズオ・イシグロの名を挙げている。
1992年には大学を最優秀の成績で卒業し、英文学の学士号を取得した。トニ・モリスンはマッケンジーのことを「クリエイティヴ・ライティングの授業で教えてきたなかでも、とびきり優秀な学生の1人」だったと語っている。後に夫となるジェフ・ベゾスも同じ大学に通っていたが、2人が初めて出会ったのはニューヨークである。1992年にマッケンジーはニューヨークのヘッジファンドD.E.ショーに入社し、ジェフの下で働いた。隣のオフィスで仕事をしていたが、壁越しに一日中彼の笑い声が響いてきて、その声に惹かれてマッケンジーからアプローチをしたという。交際3ヵ月で婚約をし、2人が結婚するのは翌1993年である。1994年にはニューヨークからワシントン州シアトルへ引っ越している。
マッケンジーが「夫は私にとって最良の読者」と語るように、彼女が原稿を書くたびにジェフはそれを一気に読み込み、詳細なメモをつけて返してくれたという。子育てもあり最初の小説を書き上げるまでには10年を要したが、この作品は2006年にアメリカン・ブック・アワード（米国図書賞）を受賞した。ジェフがAmazonで成功をおさめてからも、育児方針としては家政婦や家庭教師は雇わず時にホームスクーリングを試したほか、買い物や子供の送り迎えにはホンダのミニバンを愛用していた。
2014年、ジェフがいじめ対策プロジェクトBystander Revolutionを立ち上げ、マッケンジーはエグゼクティヴ・ディレクターに就任した。
2019年1月9日、Twitterを通じて、共同声明の形でベゾス夫妻は離婚する意向にあることを発表した。同年4月4日、Twitterを通じてジェフとの婚姻関係を解消したことを発表した。
マッケンジーは2020年8月、ロレアル創業者の孫であるフランソワーズ・ベタンクール・メイエールを抜き、女性世界一の富豪となったが、その後の多額の寄付により2023年現在は9位に順位を落としている。ジェフとの離婚に伴いAmazon株4%を取得し、純資産は2024年3月現在362億ドルである。小学校教師ダン・ジュウットと再婚。2022年ダン・ジュウットと離婚。

## 寄付活動
ジェフ・ベゾスとの離婚直後である2019年5月、スコットはビル・ゲイツとウォーレン・バフェットが始動した「ギビング・プレッジ（寄付誓約宣言）」の署名者の一人として、自らの資産の半分以上を慈善活動に寄付することを公表した（ただし、この宣言に法的な拘束力はない）。
2020年7月、スコットは人種平等、LGBTQの平等、民主主義、気候変動の分野を中心に、116の非営利団体に17億ドルを寄付したことを発表した。 さらに同年12月には、新型コロナウイルス感染症のパンデミックにより経済的に打撃を受けた人々への支援と、長期的な制度的不平等への対処を目的に、過去4カ月間で41億5000万ドルを384の団体に寄付していたことを発表した。スコットの2020年の慈善寄付総額は58億ドルに上り、慈善団体への個人による年間寄付額としては最大級である。
2021年6月15日、スコットは27億ドルを286団体に寄付したことを発表した。この中には全米日系人博物館も含まれ、同館は設立以後最高額となる1,000万ドルの寄付をスコットから受領したことを発表している。
その後も定期的に大規模な寄付を実施し、2024年3月現在、スコットは1,600以上の慈善団体に総額172億ドルを寄付している。
2023年2月以前は、寄付先の選定においてQuiet Research（静かな調査）と呼ばれるユニークな手法のみを用いていた。これは、彼女が立ち上げた寄付組織であるYield Givingに属する専門家が独自に寄付すべき団体を選定し、選定後に初めて団体に寄付を提案するアプローチである。選定先の条件は、「これまで十分なサービスを受けられていない地域の人々に機会を提供するために活動している団体」とされており、安定した財政、複数年にわたる実績、成果の測定と証拠、対象地域を代表する経験豊かなリーダーシップなどの指標を慎重に分析した上で選定しているとされる。このようなアプローチを取る理由として、Yield Givingは「非営利団体にかかる負担を最小限に抑え、彼らの活動がおろそかにならないようにするため」としている。なお、選定通知後は、団体が同意すればすぐに寄付が実行される仕組みとなっている。
2023年3月、スコットはこれまでのQuiet Research（静かな調査）に加え、寄付先の非営利団体を公募によっても選定することを発表した。2024年3月19日、Yield Givingはこのプロセスを通して361の非営利団体を選定し、合計6億4,000万ドル寄付することを発表した。予想を上回る6,000以上の応募が集まったため、スコットは250団体に各100万ドルとしていた当初の予算を2倍以上に拡大したとされる。選考過程で上位に入った279団体にはそれぞれ200万ドルが、それ以外の82団体にはそれぞれ100万ドルが寄付される。
スコットの寄付のもう一つの特徴として、寄付金の使途を一切限定しない”No-strings giving”というスタイル挙げられる。これは、使途を指定することによって生じる定期的な報告や資料作成などのプロセスを簡素化し、非営利団体が主たる活動に集中できるようにするためとされている。なお、一部の寄付先には簡易な活動情報の提出を求めることがあるが、その際にも既存のレポートやデータをそのまま送付すれば構わない旨を団体に通知している。
寄付先を秘密裏に選定し、使途にも限定を設けないこれらの手法は「コントロールを放棄することが付加価値を生む」というスコットの信念によるものであり、彼女の寄付団体であるYield Givingの”Yield”にもその意思が込められている（英語で①（利益などを）生む、②放棄する/身を任せる/譲るの意）。
なお、スコットのこれまでの寄付先・寄付金額などはYield Givingのウェブサイト上のデータベースで確認できる。

## 著作
- The Testing of Luther Albright. Fourth Estate. (2005). ISBN 978-0-00-719287-8[27]
- Traps. Knopf. (2013). ISBN 978-0-307-95973-7[28]